# 和気中継局
和気中継局（わけちゅうけいきょく）は岡山県和気郡和気町中心部の城山にあるテレビジョン放送とFMラジオ放送の重要中継局及び小規模中継局である。

## 放送区域
地上デジタル放送におけるこの中継局の電波法に定める放送区域（1mV/m）は岡山県和気郡和気町、備前市及び赤磐市の各一部、約4,200世帯である。具体的には赤磐市の岡山市境付近から和気町中心部を経由し備前市吉永町中心部へ至る岡山県道・兵庫県道96号岡山赤穂線沿い、和気町大中山温泉から同町中心部を経由し同町田原上地区へ至る国道374号沿いを十字に結ぶいずれも平地部に当たる。

## 歴史
- 1967年（昭和42年）11月23日 - NHK岡山放送局総合テレビジョン和気中継局および教育テレビジョン和気中継局開局。
- 1970年（昭和45年）3月17日 - NHK岡山放送局FM放送和気中継局開局。
- 1991年（平成3年）6月28日 - RNC西日本放送標準テレビ放送和気中継局開局。
- 2006年（平成18年）4月3日 - アナアナ変換対策開始に伴い新アナログチャンネル放送開始。
- 2006年（平成18年）7月18日 - アナアナ変換に関わる旧アナログチャンネル停波。
- 2009年（平成21年）1月30日 - 全局地上デジタルテレビジョン放送開始。

### アナアナ変換
この中継局もデジタル放送開始にあわせて全国的に行われた現行アナログチャンネルの移行、いわゆる「アナアナ変換」の対象となり、2006年4月3日より対策を開始、2006年7月18日には旧チャンネルを停波し新チャンネルに移行した。対象となったアナログチャンネルはOHK岡山放送（45ch→43ch）、対策世帯は5,500世帯。
停波した旧アナログチャンネル45chはNHK岡山教育デジタルテレビのチャンネルとして岡山本局やその周辺サテライト局（備前中継局、山陽中継局など）で使用されている。

### 地上デジタル放送
この中継局のデジタル化は大規模局や先行小規模局各局のデジタル化が一段落した2008年度中に行われた。なお本放送開始は蒜山中継局、児島中継局及び北房中継局と同日である。
2008年11月1日に中国総合通信局より予備免許交付、年明けの2009年1月上旬より順次試験放送を開始し、同月30日に本放送を開始した。

## 施設
中継局は和気町中心部に位置する標高172.8mの城山山頂に存在する。

## 地上デジタルテレビジョン放送送信設備
| リモコンキーID                                        | 放送局名          | 物理チャンネル | 空中線電力 | ERP   | 放送対象地域   | 放送区域内世帯数 |
| ----------------------------------------------------- | ----------------- | -------------- | ---------- | ----- | -------------- | ---------------- |
| 1                                                     | NHK岡山総合テレビ | 32ch           | 1W         | 1.7W  | 岡山県         | 約4,200世帯      |
| 2                                                     | NHK岡山教育テレビ | 13ch           | 1W         | 1.7W  | 全国           | 約4,200世帯      |
| 4                                                     | RNC西日本放送     | 15ch           | 1W         | 1.8W  | 岡山県・香川県 | 約4,200世帯      |
| 5                                                     | KSB瀬戸内海放送   | 17ch           | 1W         | 1.75W | 岡山県・香川県 | 約4,200世帯      |
| 6                                                     | RSK山陽放送       | 19ch           | 1W         | 1.75W | 岡山県・香川県 | 約4,200世帯      |
| 7                                                     | TSCテレビせとうち | 14ch           | 1W         | 1.75W | 岡山県・香川県 | 約4,200世帯      |
| 8                                                     | OHK岡山放送       | 16ch           | 1W         | 1.8W  | 岡山県・香川県 | 約4,200世帯      |
| ※全局局名は和気局 ※中継局であるためコールサインは無い |                   |                |            |       |                |                  |

## 地上アナログテレビジョン放送送信設備
| チャンネル | 放送局名          | 空中線電力         | ERP                | 放送対象地域   | 放送区域内世帯数 |
| --- | ----------------- | ------------------ | ------------------ | -------------- | ---------------- |
| 1- | NHK岡山総合テレビ | 映像3W/ 音声750mW  | 映像2.9W/音声720mW | 岡山県         | -                |
| 7 | NHK岡山教育テレビ | 映像3W/ 音声750mW  | 映像2.7W/音声670mW | 全国           | -                |
| 12- | RSK山陽放送       | 映像3W/ 音声750mW  | 映像2.7W/音声680mW | 岡山県・香川県 | -                |
| 43 | OHK岡山放送       | 映像10W/ 音声2.5kW | 映像23W/音声5.9W   | 岡山県・香川県 | -                |
| 47 | RNC西日本放送     | 映像10W/ 音声2.5kW | 映像19.5W/音声4.9W | 岡山県・香川県 | -                |
| 49 | KSB瀬戸内海放送   | 映像10W/ 音声2.5kW | 映像19.5W/音声4.9W | 岡山県・香川県 | -                |
| 51- | TSCテレビせとうち | 映像10W/ 音声2.5kW | 映像19.5W/音声4.9W | 岡山県・香川県 | -                |
| ※全局局名は和気局 ※43chは指向性あり、その他は全局無指向性 ※ 中継局であるためコールサインは無い ※1ch、12ch、51chはオフセット-10kHz局 |                   |                    |                    |                |                  |

## FMラジオ放送送信設備
| 周波数（MHz） | 放送局名      | 空中線電力 | ERP | 放送対象地域 | 放送区域内世帯数 |
| ------------- | ------------- | ---------- | --- | ------------ | ---------------- |
| 82.0          | NHK岡山FM放送 | 1W         | 1W  | 岡山県       | -                |
| ※局名は和気局 |               |            |     |              |                  |